# Alfreda Markowska
Alfreda Noncia Markowska (Stanisławów, 10 maggio 1926 – Gorzów Wielkopolski, 30 gennaio 2021) è stata un'attivista polacca di etnia rom che durante la seconda guerra mondiale salvò dalla morte nell'Olocausto e nel Porrajmos circa cinquanta bambini ebrei e rom..

## Biografia
Nacque in un tabor itinerante della Polska Roma (un campo mobile) in una zona intorno a Stanisławów, nella regione di Kresy nella Seconda Repubblica di Polonia. Nel 1939, l'invasione tedesca della Polonia la trovò a Lwów (Leopoli). Dopo che anche l'Unione Sovietica invase la Polonia come parte del patto Molotov-Ribbentrop, il suo tabor si trasferì nel Governatorato generale occupato dai nazisti.
Nel 1941 i tedeschi uccisero tutti i membri del suo clan (da 65 a 85 persone), compresi i suoi genitori e fratelli, in un massacro vicino a Biała Podlaska. Alfreda fu l'unica a sopravvivere. Trascorse diversi giorni a cercare nelle foreste locali la fossa comune della sua famiglia. Si recò a Rozwadów dove nel 1942, all'età di 16 anni, si sposò. Lei e suo marito furono catturati in una łapanka (rastrellamento) mentre visitavano Stanisławów dalla polizia ucraina che li consegnò ai tedeschi, ma la coppia riuscì a scappare. Successivamente furono costretti a trasferirsi nei ghetti rom di Lublino, Łódź e Bełżec, ma fuggirono anche da lì e si stabilirono di nuovo a Rozwadów, dove i tedeschi avevano organizzato un campo di lavoro per i rom.

### Missioni di salvataggio
A Rozwadów, Alfreda fu assunta dalla ferrovia e riuscì a ottenere un permesso di lavoro (Kennkarte) che le diede una certa protezione contro ulteriori arresti. Si impegnò a salvare ebrei e rom, in particolare i bambini, dalla morte per mano dei nazisti. Viaggiava verso siti di noti massacri di popolazioni ebraiche e rom e cercava sopravvissuti. Markowska li avrebbe riportati a casa sua, li avrebbe nascosti e avrebbe ottenuto documenti falsi che li proteggevano dai tedeschi. Circa cinquanta bambini furono salvati da lei personalmente. Anni dopo, quando le è stato chiesto perché non avesse paura di aiutare, la Markowska dichiarò che in quel momento non si aspettava di sopravvivere alla guerra lei stessa, quindi la paura non era un problema.
Nel 1944 i sovietici liberarono l'area. A causa della politica dell'Armata Rossa di arruolare forzatamente i rom tra le sue file, Markowska insieme a suo marito e ad alcuni dei bambini che aveva salvato (compresi alcuni bambini tedeschi che cercavano di fuggire dai soldati sovietici) fuggirono verso ovest, prima nella Polonia centrale e poi nei "territori recuperati" nell'attuale Polonia occidentale.
Dopo la guerra, le autorità comuniste della Repubblica Popolare di Polonia avviarono una campagna per costringere i rom a sedentarizzarsi e abbandonare il loro stile di vita tradizionale. Di conseguenza, Markowska e la sua famiglia si stabilirono prima vicino a Poznań, quindi, dopo la morte del marito, a Gorzów Wielkopolski.
Nell'ottobre 2006, Alfreda Markowska fu insignita della Croce del Comandante con Stella dell'Ordine della Polonia restituta per aver salvato bambini ebrei e rom durante la seconda guerra mondiale. L'allora presidente della Polonia Lech Kaczyński la elogiò "per l'eroismo e il coraggio insolito, per l'eccezionale merito nel salvare vite umane".